# Михайловский (Панинский район)
Миха́йловский — посёлок в Панинском районе Воронежской области. Административный центр Михайловского сельского поселения.

## География
Посёлок находится на расстоянии 7 км к юго-востоку от посёлка городского типа Панино, административного центра района.

### Часовой пояс
Посёлок Михайловский, как и вся Воронежская область, находится в часовой зоне МСК (московское время). Смещение применяемого времени относительно UTC составляет +3:00.

## История
Основан во второй половине XIX века как владельческие хутора графини Натальи Павловны Паниной (урождённой Тизенгаузен), жены министра юстиции Российской империи графа Виктора Никитича Панина. В середине XX века носил наименование посёлок «Отделения имени XII лет Октября Перелешинского сахарного завода». Затем именовался посёлком «Отделения № 1 совхоза Михайловский». В 2005 году был переименован в Михайловский.

## Население
| 2000 | 2005 | 2007 | 2010 |
| ---- | ---- | ---- | ---- |
| 812  | ↘722 | ↗728 | ↘675 |

## Улицы
| - ул. Кольцовская, - ул. Лесная, - ул. Мира, - ул. Новая, - ул. Свободы, - ул. Центральная, | - пер. Вишнёвый, - пер. Масловский, - пер. Транспортный, - пер. Цветочный, - пер. Школьный. |